# هماور طبی
هماور طبی (نام علمی: Symphytum officinale) یکی از گونه‌های سردهٔ هماور است. در کتب طب سنتی با نام آذان الحمار آمده است.
سنفیتون از دیرباز برای درمان زخمهای سطحی و کاهش التهاب رگ به رگ شدنها و استخوانهای شکسته مورد استفاده قرار می‌گرفته است. «آلانتوین»، که برای درمان زخمها خوب است ماده و ترکیب فعال ریشه‌ها و برگهای هماور است. گیاه و برگ هماور حاوی اسید «روزمارینیک» نیز است که به کاهش التهاب و درمان آسیبهای وارده به عروق خونی ریه‌ها کمک می‌کند.

## معرفی گیاه

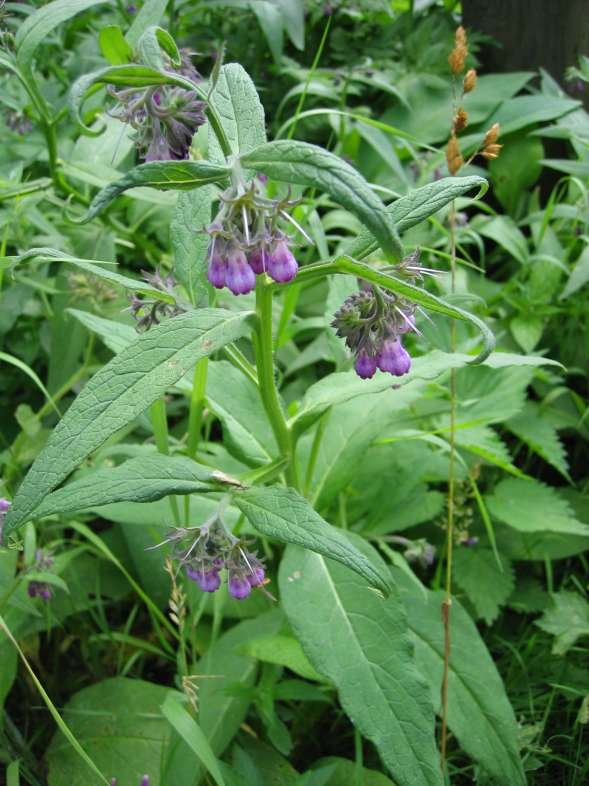
هماور

هماور یک گیاه دارویی بادوام و که بومی اروپا و مناطق گرم آسیا است. ترکیبات گیاه فراورده‌های حاص از هماور از برگها یا سایر قسمتهای بالای گیاه (نه ریشه آن) تهیه می‌شوند. البته از ریشه آن نیز می‌توان فراورده تهیه کرد، لیکن فراورده‌های حاصل از آن به احتمال زیاد سبب مسمومیت می‌شوند. هماور حاوی «آلانتویین»، «اسید رزمارینیک» و «الکالویدهای نوع پایرولیزیدین» است. برخی تصور می‌کنند که هماور گیاه مفیدی است، اما تحقیقات علمی نشان داده است که این گیاه می‌تواند خیلی سمی باشد. اگر فراورده‌های هماور را مثل نوشیدنیها مصرف کنید یا آنرا به طرق دیگر برای مصارف داخلی بدن مورد استفاده قرار دهید، خود را با احتمال خطر مسمومیت مواجه می‌کنید. بعضی افراد حتی در اثر خوردن یا نوشیدن فراورده‌های حاصل از هماور برای اهداف درمانی تلف شده‌اند. بسیاری از گیاهان تیره هماور حاوی مواد سمی به نام الکالویدهای پایرولیزیدین (PA) است، که برای کبد سمی است. «اکی میدین» سمی‌ترین الکالوید پایرولیزیدین است که در هماور یافت می‌شود. هماور رایج (Symphytum officinale) معمولاً فاقد الکالویدهای پایرولیزیدین سمی است (مگر بعضی اوقات). برخی فراورده‌های هماور از سایر گونه‌های آن نظیر هماور تیغ دار (S.asperum) و هماور روسی (S.uplandicum) که به میزان خطرناکی دارای «اکی میدین» بالایی هستند، تهیه می‌شوند. ریشه تمامی گونه‌های گیاه هماور ده برابر بیشتر از برگهای آنها دارای مواد سمی است، لذا از مصرف ریشه این گیاه پرهیز کنید، مگر اینکه پزشک معالج از نزدیک بر روند مصرف آن نظارت کند.

## خواص
- دارای ویتامین‌های A , E و C
- التیام استخوان شکسته
- برای سنگ کیسه صفرا
- خواب‌آور
- التیام زخم معده
- برای قطع اسهال
- درمان و التیام زخم‌ها، ترک و شقاق نوک پستان
- کاهش ورم حنجره و گلودرد
- درمان تبخال
- ضد کرم
- مقوی قلب و رفع تپش قلب
- درمان عدم دفع ادرار و درد ناحیه شکم
- درمان ورم سرمازدگی
- نرم‌کننده پوست‌های خشک و حساس
- باعث به وجود آمدن گوشت تازه و ترمیم زخم
- درمان بیماری سل[۱]